# Ville nouvelle de Sohag

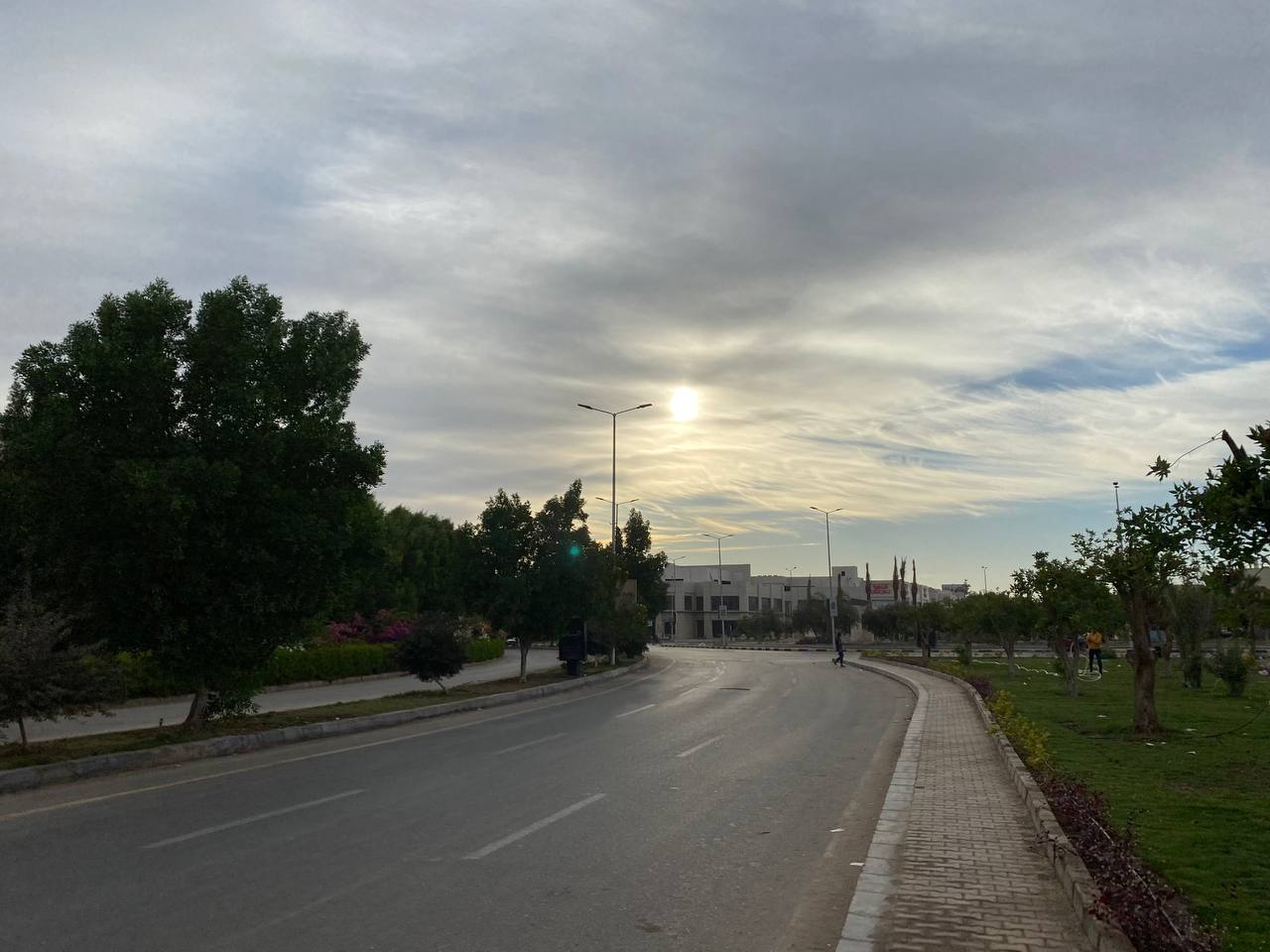

La ville nouvelle de Sohag ou Al-Kawamil (en arabe : مدينة سوهاج الجديدة ou الكوامل) est une ville située dans le gouvernorat de Sohag en Égypte. Elle est établie par le décret présidentiel 196 de l'année 2000.